# George de Carpentier
Pour les articles homonymes, voir Carpentier.
George [Joris] de Carpentier [Karpentier], est un maître écrivain des anciens Pays-Bas, actif vers 1600-1630.

## Biographie
On sait très peu de choses de sa vie. Il semble que son père ait été Philippe de Carpentier, maître d'école à Schiedam. Il semble avoir travaillé comme maître d'école à Leyde, vers 1600-1615. Il fut ensuite maître d'école ordinaire de la ville de Hoorn, comme l'indique le titre de son Exemplaer-boeck de 1618. On le sait gendre de Jan van den Velde, ce qui signifierait qu'il épousa une fille de Van den Velde en premières noces. Il gagna la première place au concours du Prix de la plume couronnée en 1620, devant Maria Strick. En 1631, il vivait veuf à Voorburg et se remaria le 2 novembre 1631 à une veuve, Elysbeth Adryandr., de Delft. Il existe quelques lettres de lui, passées en vente et non localisées.

## Œuvres gravées

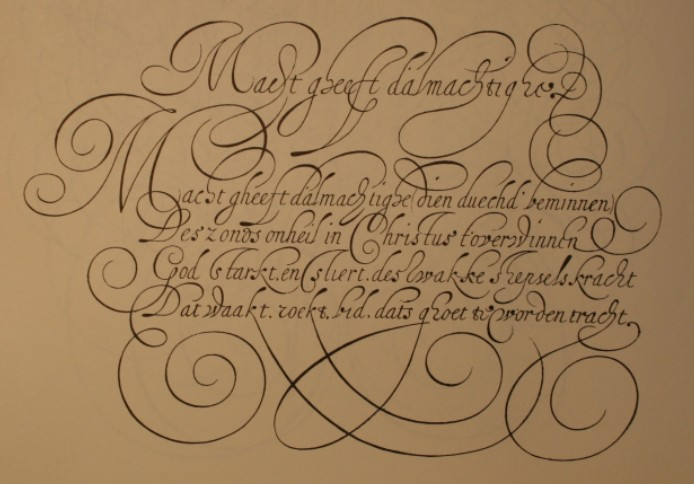
Un exemple de Carpentier, 1620.

- Exempel-boeck seer bequaem, nut, ende voorderlyck voor alle aencommers der schryfconste. Hoorn : 1618. (non localisé).
- Exemplaer-boeck inhoudende d'aldergebruyckelyckste geschriften; Door Georgium de Carpentier Fransoysche school-mr ordinaris der stadt Hoorn. In coper gesneden door Lieven Willemsz Coppenol... Amsterdam : 1618. 12 f. 4° oblong gravés par Lieven Willemsz van Coppenol. Amsterdam, Rijksprentenkabinet, Strasbourg BNU, chicago NL, Anvers EHC. Réimprimé à la Haye en 1640 par Hendrik Hondius I en 16 feuillets (cf. Cat. Muller 1873 n° 34). Un exemplaire de l'un ou l'autre tirage de  à Bruxelles KBR (Estampes) : S.II 136153 à 165.
- Exemplaria quae multas ac varias scripturas continent nunquam ante hac typis excusas quae prodeunt in gratiam et usum scholarum publicarum sculptum a Samuele Suavio. S.l. : 1631. Bois-le-Duc : Provinciale Bibliotheek.
- L'alphabet françois. Inhoudende d'aldernootwendichste gheschriften voor de ioncheyt ende alle liefhebbers der edeler pennen. Amsterdam : H. Meurs, [c. 1640 ?]. Cat. Muller 1873 n° 35. Amsterdam UB.
- Schriftuirlik, zedevromich alphabetum, van H. L. Spiegel, met velerley versheyden gheschriften gheciert... S.l.n.d. Gravé par Gerard Gauw. Haarlem SB, Berlin KB.
- Feuillets d'exemples séparés à La Haye KB, Amsterdam UB.

## Exemples manuscrits
- En 1617, il a écrit un quatrain en français sur le Liber amicorum de Ernst Brinck (1582-1649), bourgmestre de Harderwijk. Den Haag KB : 133 M 87. Voir.
- Quatre feuillets d'exemples manuscrits (dont un sur vélin) sont signalés dans Cat. Muller (n° 36), ainsi qu'une lettre autographe calligraphiée en italien (n° 37).
- Deux pages manuscrites sont conservées à Amsterdam, Universiteitsbibliothek, et reproduites dans Mediavilla 1993 p. 224 et 225.